# Sunday at the Village Vanguard
Sunday at the Village Vanguard è un album del trio del pianista jazz statunitense Bill Evans, pubblicato nel 1961 dall'etichetta Riverside Records.

## Il disco
Il pomeriggio e la sera del 25 giugno del 1961 il Bill Evans Trio si esibì in alcune sessioni musicali dal vivo al Village Vanguard di New York, un locale che ha ospitato spesso performance di grandi musicisti jazz; dalle registrazioni di questa intensa giornata furono ricavati due album: questo disco e Waltz for Debby.
Assieme all'album “fratello”, Sunday at the Village Vanguard rappresenta l'apice della capacità musicale ed interpretativa del celebre Trio, che cambiò i canoni esecutivi di questo tipo di formazioni nell'ambito jazzistico. Tale culmine artistico è dovuto non solo al fatto che era in piena crescita la maturazione artistica dei tre musicisti e la loro intesa interpretativa ed esecutiva, ma anche perché fu l'ultima registrazione del trio; infatti pochi giorni dopo, il 7 luglio 1961, il contrabbassista Scott LaFaro perirà in un incidente stradale.
In Sunday at the Village Vanguard si esalta ciò che maggiormente ha caratterizzato questo trio, cioè il fatto che i tre strumenti assumono pari dignità. Fino ad allora, infatti, nel classico trio jazzistico la sezione ritmica costituita da batteria e contrabbasso faceva da accompagnamento al pianoforte, esibendosi in sporadici assoli, per lo più virtuosismi volti ad evidenziare le capacità del musicista, ma per il resto dell'esecuzione questi strumenti rimanevano in secondo piano rispetto al leader. Ciò era dovuto, in parte, anche alle ridotte possibilità tecniche del tempo, che non riuscivano a catturare appieno ed esaltare l'espressività del contrabbasso.
Questa formazione del Bill Evans Trio, invece, ha rivoluzionato tale impostazione e in questo disco, forse ancor più che nelle precedenti incisioni in studio, si evidenzia il continuo interscambio di ruolo primario tra il piano di Bill Evans ed il contrabbasso di Scott LaFaro, con la batteria di Paul Motian incaricata di fare da collante nell'interplay degli altri strumenti e fornendo loro, a seconda del caso, supporto o interlocuzione.
Il disco contiene, tra gli altri, due brani scritti da Scott Lafaro, tra i pochi che il contrabbassista compose nella sua brevissima carriera. Gli altri pezzi sono standard di grandi compositori (Cole Porter, George Gershwin) e la rivisitazione di un brano di Miles Davis, musicista con il quale Bill Evans aveva raggiunto la notorietà.
Il disco è stato registrato in presa diretta, senza alcun intervento di post-produzione e con in sottofondo, talvolta evidenti, il chiacchiericcio degli avventori ed il rumore delle posate. Tali rumori non tolgono nulla alla possibilità di apprezzare appieno sia le melodie, sia le tecniche esecutive dei musicisti.
La versione in CD, realizzata nel 2008 dal medesimo produttore e dalla stessa casa discografica dell'LP originale, contiene quattro versioni alternative di altrettanti brani del disco in vinile.

## Tracce
1. Gloria's Step (take 2) - (LaFaro) – 6:07
2. My Man's Gone Now (Heyward, Gershwin) – 6:24
3. Solar (M. Davis) – 8:54
4. Alice in Wonderland (take 2) - (Fain, Hilliard) – 8:34
5. All of you (take 2) - (Porter) – 8:19
6. Jade Visions (take 2) - (LaFaro) – 3:46

Bonus tracks del CD
1. Gloria's Step (take 3) - (LaFaro) – 6:57
2. Alice in Wonderland (take 1) - (Fain, Hilliard) – 7:03
3. All of you (take 3) - (Porter) – 8:05
4. Jade Visions (take 1) - (LaFaro) – 4:10

## Musicisti
- Bill Evans – pianoforte
- Scott LaFaro – contrabbasso
- Paul Motian – batteria